# 庙岛故城址及显应宫遗址
庙岛故城址及显应宫遗址，位于山东省烟台市蓬莱区北长山乡庙岛村，是中华人民共和国山东省文物保护单位之一。
2006年12月7日，授予山东省文物保护单位，是一座古遗址，是中国北方最大的媽祖廟。